# 지미 리드베리
지미 알렉산데르 리드베리(스웨덴어: Jimmy Alexander Lidberg, 1982년 4월 13일~)는 스웨덴의 레슬링 선수, 사업가이다. 현역 시절 스웨덴 국가대표 레슬링 선수로 활동했고 2012년 하계 올림픽 남자 그레로코만형 헤비급 종목에서 동메달을 획득했다. 또한 세계 선수권 대회에서 은메달 2개, 동메달 1개를 획득했으며 유럽 선수권 대회에서 은메달 2개, 동메달 2개를 획득했다.